# Caledonia (Missouri)
Pour les articles homonymes, voir Caledonia (homonymie).
Le village de Caledonia est situé dans le comté de Washington, dans l’État du Missouri, aux États-Unis. Sa population s’élevait à 130 habitants lors du recensement de 2010.